# 한희민
한희민(韓禧敏, 1962년 7월 19일 ~ )은 대한민국의 야구 선수, 지도자로 전 한화 이글스, 삼성 라이온스 중화 직업야구 대연맹 EDA 라이노스의 우완 언더핸드 투수이다.
세광고등학교와 성균관대학교 체육교육학과(1992학번)를 졸업하고 1986년 빙그레 이글스의 창단 멤버로 프로 야구 선수 활동을 시작하였다. 우완 언더핸드 투수였으며 슬라이더와 싱커를 주무기로 많은 승수를 쌓아올렸는데  데뷔 첫 해인 1986년에 청보 핀토스에게만 3완봉승을 기록하여 단일시즌 순수신인 특정 팀 최다 완봉승을 거뒀다.
그 뒤, 1988년 8월 13일 해태전에서 완투승을 기록해(2구원승 포함 14승)  종전 이길환의 잠수함 최다 선발승(83년 12선발승)과 타이를 이뤘고 같은 달 20일  MBC전에서 선발승을 거둬 잠수함 최다 선발승(13)(2구원승 포함 15승) 신기록을 세웠으며 24일 롯데와의 더블헤더 2차전에서 완투승(2구원승 포함 16승)을 거둬 14선발승으로 그 해 선발 최다승(2구원승 포함 16승) 1위를 기록했는데 앞서 본 것처럼 8월 20일 선발승으로 잠수함 최다 선발승(13)(2구원승 포함 14승) 신기록을 세운 데 이어 4월 2완봉승을 모두 MBC전에서 기록하는 등 그 해 MBC 위주로 강세를 보여왔다(이후 89년 박정현(15선발승) 이강철(15선발승), 92년 이강철(17선발승)에 의해 잠수함 최다 선발승 기록이 갱신됨).
김영덕 감독과의 불화로 1992년 시즌 직후 1993년 초에 삼성 라이온즈에 현금 트레이드되었으나 우용득 감독과의 불화와 기량 저하로 인해 대한민국에서의 선수 활동을 그만두었다. 선수 생활을 계속 이어가기 위해서 1994년부터 2년간 대만의 프로 야구 팀인 쥔궈 베어스에서 뛰기도 했다. 대한민국 국적의 야구 선수가 대만에서 활동한 경우는 한희민이 최초였다.
2012년 9월 현재 야구계를 떠나 충청남도 계룡시 엄사면에서 오리 식당을 운영하다가 실패했다.
그 후, 그는 논산에서 리틀야구단의 초대 감독이 되었으며 1988년 14선발승으로 역대 최다 선발승 투수 최소 선발승 기록을 갱신했으나 1990년 김태원 2009년 로페즈 조정훈 2013년 세든 배영수에 의해 타이 기록이 됐다.

## 출신학교
- 이수초등학교
- 영동중학교
- 세광고등학교
- 성균관대학교 체육교육학과(1982학번)

## 통산기록
| 년도 | 팀     | 평균자책 | 경기수 | 승 | 패 | 세이브 | 홀드 | 완투 | 완봉 | 이닝     | 피안타 | 피홈런 | 4사구 | 탈삼진 | 실점 | 자책점 |
| ---- | ------ | -------- | ------ | -- | -- | ------ | ---- | ---- | ---- | -------- | ------ | ------ | ----- | ------ | ---- | ------ |
| 1986 | 빙그레 | 3.13     | 29     | 9  | 13 | 0      | 0    | 12   | 3    | 175 1/3  | 136    | 18     | 59    | 123    | 67   | 61     |
| 1987 | 빙그레 | 2.36     | 30     | 13 | 8  | 4      | 0    | 14   | 3    | 206      | 156    | 7      | 48    | 116    | 64   | 54     |
| 1988 | 빙그레 | 3.11     | 31     | 16 | 5  | 5      | 0    | 10   | 4    | 188      | 188    | 16     | 62    | 103    | 72   | 65     |
| 1989 | 빙그레 | 2.50     | 30     | 16 | 4  | 6      | 0    | 8    | 3    | 176 2/3  | 130    | 16     | 61    | 74     | 52   | 49     |
| 1990 | 빙그레 | 4.13     | 26     | 12 | 9  | 5      | 0    | 2    | 0    | 157      | 154    | 22     | 58    | 62     | 85   | 72     |
| 1991 | 빙그레 | 3.83     | 27     | 8  | 6  | 1      | 0    | 1    | 0    | 115      | 111    | 10     | 46    | 55     | 52   | 49     |
| 1992 | 빙그레 | 5.54     | 15     | 2  | 5  | 0      | 0    | 0    | 0    | 66 2/3   | 66     | 11     | 20    | 40     | 48   | 41     |
| 1993 | 삼성   | 3.38     | 16     | 4  | 1  | 3      | 0    | 0    | 0    | 40       | 37     | 4      | 19    | 21     | 16   | 15     |
| 통산 | 8시즌  | 3.25     | 204    | 80 | 51 | 24     | 0    | 47   | 13   | 1124 2/3 | 978    | 104    | 373   | 594    | 456  | 406    |

## 참조
1. ↑  “프로야구 핀토스 감격게운 9회말 許(허)감독”. 동아일보. 1986년 4월 7일. 2017년 8월 19일에 확인함.
2. ↑  “崔東原(최동원)도 안된다”. 동아일보. 1986년 8월 7일. 2017년 8월 19일에 확인함.
3. ↑  “프로야구 꼬리 문 2위권 半(반)게임차”. 동아일보. 1986년 8월 25일. 2017년 8월 19일에 확인함.
4. ↑  “프로야구 사자,곰에「8연패 빚」청산”. 동아일보. 1988년 8월 22일. 2018년 12월 4일에 확인함.
5. ↑  “프로야구 호랑이,시리즈直行(직행) 채비”. 동아일보. 1988년 8월 25일. 2018년 12월 4일에 확인함.
6. ↑  “프로야구 사자,곰에「8연패 빚」청산”. 동아일보. 1988년 8월 22일. 2018년 12월 4일에 확인함.
7. ↑  “빙그레 OB 두「金(김)」감독"함박웃음"”. 경향신문. 1988년 4월 4일. 2018년 12월 4일에 확인함.
8. ↑  “尹學吉(윤학길)'巨人(거인)의 자부심'”. 동아일보. 1988년 4월 21일. 2018년 12월 4일에 확인함.
9. ↑  “감독과의 불화로 고향 팀 떠난 것 두고두고 후회” - 스포츠동아
10. ↑  이상학 (2013년 10월 4일). “배영수-세든 14승, 역대 최소승수 다승왕 탄생”. OSEN. 2024년 6월 15일에 확인함.
11. ↑  이상학 (2013년 10월 4일). “배영수-세든 14승, 역대 최소승수 다승왕 탄생”. OSEN. 2024년 6월 15일에 확인함.